# Ламберт II фон Глайхен-Тона
Ламберт II фон Глайхен-Тона (на немски: Lambert II von Gleichen-Tonna; * ок. 1160 или 1191; † 12 септември или 14 септември 1227) е граф на Глайхен-Тона.

## Произход
Фамилията му е роднина с херцозите на Брауншвайг-Люнебург. Той е син на граф Ервин II фон Глайхен († 1192) и внук на граф Ернст I фон Глайхен, Тона и Харбург († 1151). Брат е на граф Ернст III фон Глайхен († сл. 1228), женен за Берта фон Лора († сл. 1211).

## Фамилия
Ламберт II фон Глайхен-Тона се жени на 2 септември 1223 г. за София фон Ваймар-Орламюнде († 3 септември 1244), дъщеря на граф Зигфрид III фон Ваймар-Орламюнде († 1206) и София Датска († 1208), дъщеря на датския крал Валдемар I († 1182). Те имат седем деца:
- Хайнрих I фон Глайхенщайн (* 1212; † 20/29 януари 1257), граф на Глайхенщайн, женен ок. 1236 г. за графиня Мехтилд фон Шверин († сл. 1 юни 1263)
- Алберт/Албрехт († 10/11 май 1238, убит в битка в Байдериц), приор на Св. Николай в Магдебург
- Ламберт († 15 iuni 1305), архдякон във Вюрцбург
- Херман († 4/24 февруари 1289), епископ на Камин (1252 – 1288), електор на Хилдесхайм и Брауншвайг
- Ернст IV фон Глайхен (* ок. 1198; † пр. 16 май 1277), женен I. за Ингеборг Педерсдатер-Улфелт (* ок. 1200; † 1241), II. ок. 1252 г. за Маргарета Олафсдатер фон Бавелзе († ок. 1267)
- Адела (София) фон Глайхен († 1266), омъжена за граф Лудвиг Стари фон Еверщайн († 15 септември 1284)
- София фон Глайхен († 14 декември 1267), омъжена за Хайнрих фон Кирхберг?